# Sinophorus masoni
Sinophorus masoni är en stekelart som beskrevs av Sanborne 1984. Sinophorus masoni ingår i släktet Sinophorus och familjen brokparasitsteklar. Inga underarter finns listade i Catalogue of Life.